# 伏牛山文化圈
伏牛山文化圈是由河南省西部山脉伏牛山及其源起或过境水系（伊河、沙河、澧河、白河、丹江）所经区域的相近文化现象组成的一个文化单元。范围大致包括三门峡、洛阳、南阳、郑州、许昌、平顶山、漯河、驻马店。这一区域山水相连、民情民俗相近、人文相亲，具有相同的文化元素，构成了一个相对完整的文化单元，是中原文化的重要组成部分。

## 语言
伏牛山地区的语言都属于中原官话，伏牛山各地方言有细微差异，但整体上差异不大，有很强的一致性。伏牛山地区地处中原要地，分布着重要交通隘口，因战争等因素致使人口流动更新迅速，因此伏牛山方言也一直处于不断的变化之中。现今的中原官话与古代的《切韵》《广韵》音系以及近古时代的《中原音韵》相比，已不是古代中原话原貌。

## 艺术
伏牛山地区有着悠久的艺术发展传统，包括陶瓷、绘画、雅乐、戏曲、魔术等艺术门类生根于此。考古发现有《鹳鸟石斧图》，贾湖骨笛，仰韶文化的彩陶，商周的原始瓷器，战国时期许公宁编钟，唐代鲁山花瓷，宋代宝丰汝瓷，禹州钧窑等。